# Beebe
Beebe és una població dels Estats Units a l'estat d'Arkansas. Segons el cens del 2000 tenia 4.930 habitants.

## Demografia
Segons el cens del 2000, Beebe tenia 4.930 habitants, 1.930 habitatges, i 1.397 famílies. La densitat de població era de 440,6 habitants/km².
Dels 1.930 habitatges en un 33,8% hi vivien nens de menys de 18 anys, en un 55,6% hi vivien parelles casades, en un 13% dones solteres, i en un 27,6% no eren unitats familiars. En el 25,3% dels habitatges hi vivien persones soles l'11,1% de les quals corresponia a persones de 65 anys o més que vivien soles. El nombre mitjà de persones vivint en cada habitatge era de 2,51 i el nombre mitjà de persones que vivien en cada família era de 2,99.
Per edats la població es repartia de la següent manera: un 25,9% tenia menys de 18 anys, un 10,7% entre 18 i 24, un 28,2% entre 25 i 44, un 21,8% de 45 a 60 i un 13,4% 65 anys o més.
L'edat mediana era de 35 anys. Per cada 100 dones de 18 o més anys hi havia 87,8 homes.
La renda mediana per habitatge era de 35.252 $ i la renda mediana per família de 41.307 $. Els homes tenien una renda mediana de 31.143 $ mentre que les dones 20.881 $. La renda per capita de la població era de 16.989 $. Entorn del 6,6% de les famílies i l'11,2% de la població estaven per davall del llindar de pobresa.

## Poblacions més properes
El següent diagrama mostra les poblacions més properes.